# Wellbach (Salza)
Der Wellbach ist ein linker Nebenfluss der Salza. Der Bach durchfließt beim Ort Höhnstedt entlang einer geologischen Störung ein in Mittleren Buntsandstein eingeschnittenes Tal in südlicher Richtung. An den Hängen wird Weinbau betrieben.